# Parc provincial Bon Écho
Le parc provincial Bon Écho est un parc provincial de l'Est de l'Ontario situé à une centaine de kilomètres au sud-ouest de la capitale Ottawa.
Le parc provincial Bon Écho fut créé en 1965. Ce parc possède plusieurs lacs, notamment une partie du lac Mazinaw, le deuxième lac le plus profond de l'Ontario. La rive sud-est du lac Mazinaw se caractérise par une falaise rocheuse avec un à-pic de 100 mètres de haut, contrefort du massif rocheux Mazinaw. Cet escarpement, qui s'élève au-dessus de l'eau, présente de nombreux pictogrammes, (295 sont répertoriés), réalisés par les  Algonquins. 
La mascotte non officielle du parc provincial Bon Echo est le Nanabozo Ojibwé, héros de la culture ojibwé, qui est parmi les pictogrammes trouvés dans la région.
La toponymie Bon Écho, indique que l'acoustique due à la falaise du lac Mazinaw, renvoie un écho.

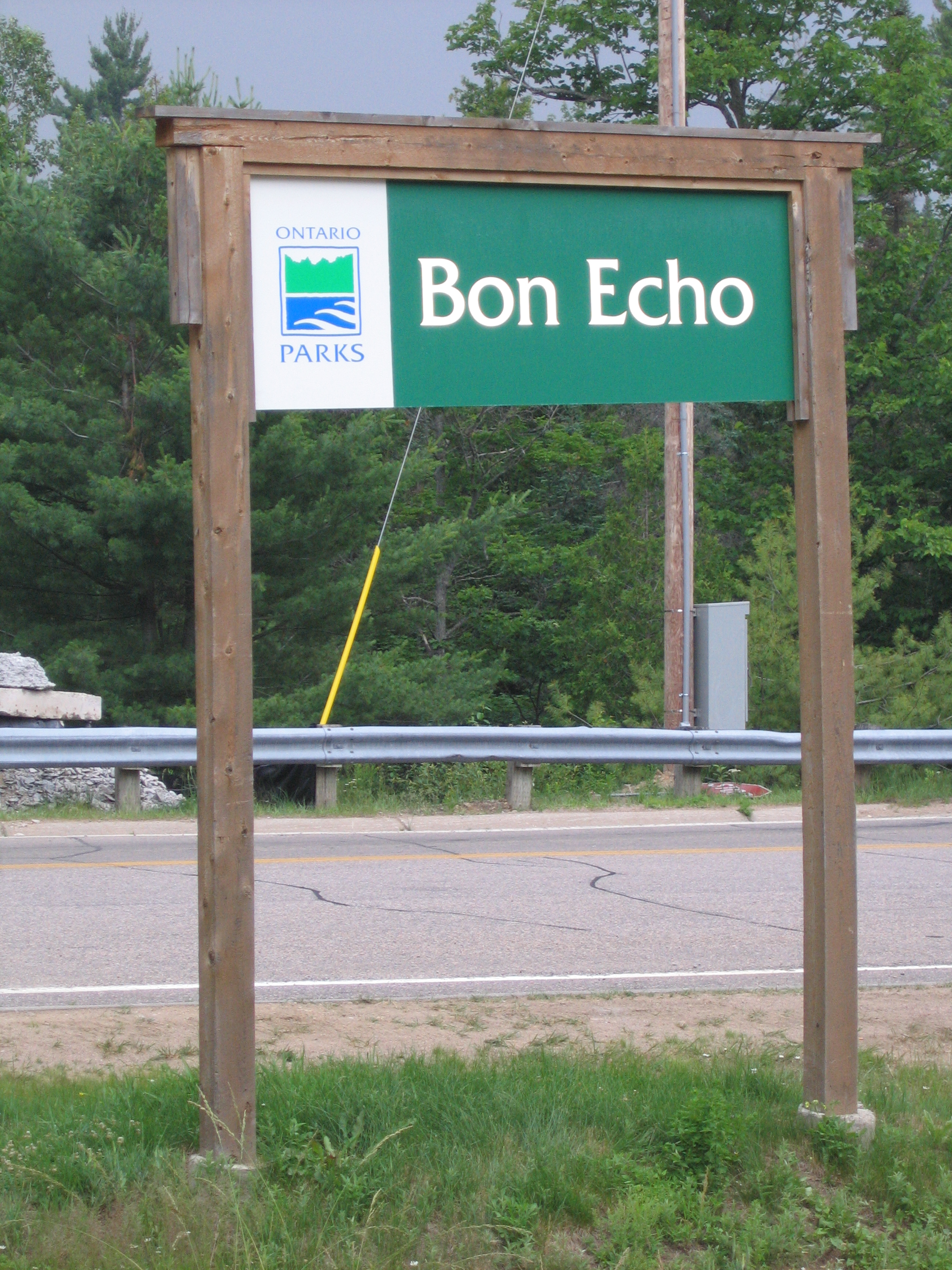
Panneau indicateur à l'entrée du parc